# Клаус Мюллер-Бюлов
Клаус Максиміліан Мюллер, з 1934 року — Мюллер-Бюлов (нім. Claus Maximilian Mueller-Bülow; 17 вересня 1892, Йоганнісбург, Німецька імперія — 5 лютого 1954, табір Азбест, Свердловська область, РРФСР) — німецький воєначальник, генерал-майор вермахту, оберарбайтсфюрер Імперської служби праці (звання, еквівалентне оберстлейтенанту вермахту).

## Біографія
Син земельного радника Мюллера і його дружини Марії, уродженої баронеси фон Бюлов. 3 березня 1910 року поступив на службу в піхотний полку «Великий герцог Фрідріх Франц II Мекленбург-Шверінський» (4-й Бранденбурзький) №24 (Нойруппін). Учасник Першої світової війни. З 1 серпня 1914 року — ад'ютант 2-го батальйону 24-го піхотного полку.  З 1915 року — полковий ад'ютант 189-го резервного піхотного полку. З 1916 року — бригадний ад'ютант резервної піхотної бригади «Штумпфф». В 1918 році переведений в генштаб 25-ї піхотної дивізії.
В 1919 році — полковий ад'ютант добровольчого полку фон Офена. В 1920 році демобілізований і став торговцем, згодом — директором невеликої фабрики в Ростоку. В 1934 році вступив у Імперську службу праці, в тому ж році взяв об'єднане прізвище своїх батьків. В лютому 1935 року вступив у рейхсвер, командир роти піхотного полку «Марієнбург». З 15 жовтня 1935 року — командир роти 45-го піхотного полку (Марінвердер). З 1 квітня 1938 року — командир 1-го батальйону 70-го піхотного полку (Занкт-Вендель).
З 1 травня 1939 року — командир батальйону навчального піхотного полку в Деберіці. В 1940 році призначений командиром 196-го піхотного полку, згодом — 900-го навчального піхотного полку. З 27 березня по 7 квітня 1942 року — командир 900-ї навчальної моторизованої бригади. З 20 квітня по 27 червня 1944 року — командир 246-ї піхотної дивізії. 3 липня взятий в полон біля Вітебська, утримувався в різних таборах НКВС. 8 грудня вступив у Національний комітет «Вільна Німеччина». 3 грудня 1947 року військовим трибуналом Балтійського округу засуджений до 25 років трудових таборів. Помер від ішемічної хвороби серця при нефросклерозі.

## Сім'я
Був двічі одружений.

## Звання
- Фенріх (14 березня 1911)
- Лейтенант (22 травня 1912) — патент від 1 червня 1910 року.
- Обер-лейтенант (18 грудня 1915)
- Гауптман запасу (10 серпня 1920)
- Майор (1 квітня 1936)
- Оберст-лейтенант (1 серпня 1939)
- Оберст (17 грудня 1941)
- Генерал-майор (1 березня 1944)

## Нагороди
- Залізний хрест
  - 2-го класу (16 вересня 1914)
  - 1-го класу (жовтень 1915)
- Хрест «За військові заслуги» (Мекленбург-Шверін) 2-го класу (21 листопада 1914)
- Ганзейський Хрест
  - Гамбург (3 червня 1916)
  - Любек (2 січня 1918)
- Хрест «За військові заслуги» (Австро-Угорщина) 3-го класу з військовою відзнакою (1 січня 1917)
- Хрест Фрідріха (10 квітня 1918)
- Медаль «За відвагу» (Гессен) (20 жовтня 1918)
- Почесний хрест ветерана війни з мечами (4 січня 1935)
- Медаль «За вислугу років у Вермахті»
  - 4-го класу (4 роки) (2 жовтня 1936)
  - 3-го класу (12 років) (25 травня 1937)
- Медаль «За Атлантичний вал» (20 березня 1940)
- Застібка до Залізного хреста
  - 2-го класу (1 серпня 1940)
  - 1-го класу (3 серпня 1941)
- Нагрудний знак «За поранення» в чорному (2 жовтня 1943)